# ドイツ法
ドイツ法（ドイツほう）とは、ドイツ連邦共和国において通用している法（ドイツ国家の法）、あるいは、ドイツに由来する法令ないしは法体系全般を意味する。

## 概要
ドイツ法は、フランス法と並んで大陸法系に属し、イギリス、アメリカ合衆国などの英米法系・コモンローと対比される。
現代のドイツ法は、ある部分ではドイツ連邦共和国基本法が明確にした諸原則に基礎を置く法制であるが、ドイツ民法典（Bürgerliches Gesetzbuch , BGB）のほとんどは基本法よりも前に発展したもので長い歴史を有する。
ドイツ法は、2人の自然人または法人の間の関係を規律する私法 (Privatrecht) および人または市民と国家との間の関係（刑法も含む。）を規律する公法 (öffentliches Recht) から構成されるが、刑法は独立した分野であるとみなされることも多い。
ドイツの法的伝統は他の多くの国に影響を及ぼしている。いくつかの国名を挙げると、オーストリア、スイス、ギリシャ、トルコ、日本、韓国、台湾、中華人民共和国などが、ドイツ法の影響を受けた法制を採用している。東南アジアなど日本の法整備支援を受けた国では間接的に影響を受けている。

## 歴史

### 前史
ドイツ（Deutschland）という国がいつから始まったのかという問題は実は明確でなく、もともとは「民衆」という意味であった「ドイツの」という語（teutonicus）が、民衆の言葉を話す「ドイツ人たち」（teutonici）と広く呼ばれるようになるのは10世紀まで待たなければならない。もともとドイツは、フランスの語源となったフランク王国が東西に分裂したことによって固有の歴史を歩むのであり、ドイツの歴史は一定の時期までフランスの歴史と分けて考えることはできない。その意味で、ドイツ法の歴史は、フランク王国の成立に始まっている。
もともとドイツ地域では、476年に西ローマ帝国の滅亡するまで、文明化された最初の法体系であるローマ法が適用されていた。しかし、ゲルマン人の一支族であるフランク人が西ローマ帝国を滅ぼし、フランク王国が成立すると、ドイツ地域は徐々に封建社会へ移行していくとともに、もともとローマ帝国の市民であったラテン系先住民には旧来のローマ法を適用し、フランク人にはフランク法を適用する属人主義をとっていた。
その限りで、ローマ法は、あくまで被征服民のための法という意味にとどまり、やがてゲルマン的慣習と混合して卑俗法（Vulgarrecht）（de）と呼ばれるようになり、ローマ法は一時ドイツ法の歴史の中で表舞台から姿を消すことになる。
フランク王国がローマ・カトリックを受容してラテン系先住民との宥和政策をとると、キリスト教を媒介としてフランク人とラテン系先住民は、（あくまでも一部で）徐々に融合していった。8世紀半ばカロリング朝が成立した後、カール大帝が、800年にローマ帝国皇帝の冠をローマ教皇から授かって皇帝理念の継承者となると、更にその傾向は強まった。
843年ヴェルダン条約によってフランク王国は東フランク王国・西フランク王国・中フランク王国の3つの王国に分割され、現在のドイツ、フランス、イタリアの原形が成立したが、さらに870年中フランク王国が再分割されて西フランク王国と東フランク王国が成立したことによってフランス法と区別されるドイツ法の歴史が始まる。
919年カロリング朝フランク王権に代わり、ハインリヒ1世がザクセン朝を開くと、このことが10世紀末には東フランク王国という呼称自体の消滅と新たに「ドイツ人たち」、「ドイツの地」という呼称がなされるきっかけになる。
962年、オットーの戴冠により「神聖ローマ帝国」が成立する。もっとも、実際に当時、帝国と王国が明確に区別されていたわけではない。もともとゲルマン人は、家長を中心とする血縁関係によって構成される氏族が多数集まった部族の連合体であった。帝国は、諸部族のさらに集まってできた連合体であって、諸部族はそれぞれ大公とよばれる長に率いられる独自の王国であった。
諸大公は、その中からさらに国王を選び、皇帝として最高裁判権者兼最高軍事指揮者との地位を認めたのであった。このように、ドイツでは、中世から19世紀に至るまで「帝国ないし王国」と「王国ないし部族または領邦」といった二重のレベルでの統治がなされたことがドイツ法の歴史の特徴となっている。このことが現在の連邦制に繋がっていく。

### ローマ法の継受
1100年頃ボローニャに法学校ができ、やがて大学へ発展してローマ法がドイツ法の歴史の表舞台に再び登場する準備が整う。
1122年ヴォルムス協約によって 叙任権闘争が一応の解決すると以後、グレゴリウス7世によってその権力をあくまでもドイツ地域に限るという政治的な文脈における意味あいで「ドイツ王国」なる概念が成立するが、その呼称はやがてドイツ人自身によって受け入れられていく。その結果、帝国は、ドイツ王国、ランゴバルト王国、ブルグント王国で構成され、ドイツ国王すなわち皇帝（Kaizer）がランゴバルト王国、ブングルト王国の両国王を兼ねるという帝国及びその下位の単位である領邦による統治体制が確立されることになり、12世紀後半フリードリヒ1世の政策に従って「神聖ローマ帝国」の呼称が広く定着するようになったのである。
以上のように、当時のドイツでは、帝国とは別に、多様な部族ないし領邦がそれぞれの地方で独自の統治システムを擁する、多層的な法構造を有していた。そこでは、地域ごとの不文のゲルマン的慣習法に基づき、フェーデと呼ばれる自力救済の原則に従い、神判や決闘 に基づく封建領主による裁判が行われていた。このことは、アイケ・フォン・レプゴー(Eike von Repgow)が各地の裁判所で参審員として活動した経験を基にザクセン の慣習法を成文化したザクセンシュピーゲル（Sachsenspiegel）という法書によって明らかにされている。
中世後半になると、ヴェネツィアを中心に商業が発達し、それがヨーロッパ全土に拡大していったが、このことが地域ごとの慣習法を忌避し、多層的で不統一な法構造を克服しようとする機運が高まった。
12～13世紀にかけて、ボローニャ大学で、ローマ法の研究が進み、1240年にローマ法大全の標準注釈がアックルシウス（Accursius）によって編纂されると、全ヨーロッパから留学生が集まるようになった。諸国で大学（universitas）が次々に設置されたが、当時の大学は、ローマ・カトリックと切り離せない関係であった。
14世紀には、ローマ法の研究が進む中、 教会法によって教皇の立法権が理論化されると共に、カトリック信者でありさえすれば、地域どころか国を超えて適用される普遍性を有するものとして一般法（jus commune、ユス・コムーネ）の概念を成立させる。もっとも、領主と家臣との関係はレーン法(de:Lehnrecht)とよばれる一種の封建的な契約関係によって支配されており、ローマ法の復興にもかからず、 実際には19世紀に至るまで、地域の伝統や宗教に応じて、法は大きく異なるという多元的で多層的な法構造には変化はなかった。このことが後に法典論争を引き起こす。
15世紀半ばから、以上のような教会法の発展に追随・対抗するかのように世俗的権力の統一を目指すための普遍性を有する便利で権威に満ちた道具としてローマ法は再び強力な役割を演じ始める。パンデクテン法学者として知られる法学者によってローマ法に、市民法大全においてユスティニアヌスが確立したのと同様の公式的地位が、再び与えられるようになったのである。これを「ローマ法の継受」（Rezeption）と呼ぶ。
17世紀になると、ローマ法は、ドイツ語圏内の大部分における「共通法」ないし「普通法」 （de:Gemeines Recht、ゲマイネス・レヒト）となった。ドイツでは、各領邦の社会情勢に応じて自由にローマ法を解釈するようになり、このような解釈態度は「パンデクテンの現代的慣用」 （独：usus modernus Pandectarum）と呼ばれた。同じく大陸法系であっても、フランス法においては、ローマ法との微妙な緊張関係を保ちつつも、あくまで部分的に取り入れられたのと異なり、ドイツ法においては、ローマ法を全面的に受け入れ、特に広範な地域で強い影響を与えたため、これを「包括的継受」（Rezeption incomplexu）と呼ぶ。
18世紀になると、プロイセンは、プロイセン一般ラント法（de:Allgemeines Landrecht für die Preußischen Staaten、ALR）とともに全く新しい法を導入すべく努力し、その完成をみることはなかったものの、後世の（そして現在の）著作にも大きな影響を与えた。

### フランス革命の影響
フランス革命の後、革命の思想および近代法の先駆けとなったナポレオンのフランス民法典がドイツ法の伝統に大きな影響を与えた。1804年、フランス皇帝ナポレオン1世は、フランス帝国を成立させて、その領土の拡大を目指し、1806年、神聖ローマ帝国を解体、1807年には、プロイセン、オーストリアの領土を大幅に削ぎ自国に編入することに成功した。そのため現在のドイツにも近代法の理念を反映したナポレオン法典が導入されることになった。
その後フランス帝国は敗戦を重ねて次々に領土を失い、1815年にはナポレオンは失脚するが、その過程において、自国の領土を取り戻したオーストリアでは、1812年、フランス民法典を廃止して、オーストリア一般民法典（de:Allgemeines bürgerliches Gesetzbuch、ABGB）を成立させたが、プロイセンでは、フランス法を廃止して旧来の法を復活させるか、それとも自らの手によって新たな民法を制定するのかが問題となり、法典論争となったが、結局のところ新たな民法典の制定は時期尚早で、法学の研究を進めるべきであるとされた。

### ドイツ帝国の形成と崩壊
いくつもの領邦が統一されドイツ帝国が1871年に形成されるとともに、刑法および手続法に始まる法の標準化の波が押し寄せ、20年を超える生成過程を経て、ドイツ民法典（Bürgerliches Gesetzbuch）が成立し、その結果、ローマ法を基本とする演繹的で体系的な理論を重視する法思想が主流となったのである。もっとも、様々な州がその独自の法をある程度まで常時維持していたし、それは現代の連邦制ドイツにおいても同様である。
その後、ドイツでは自由主義的な法思想や運動が活発になるが、ナチス法学の台頭によって近代の超克が説かれるにいたり、古来のゲルマン的伝統への復古という形で、そのような運動は終焉を迎えた。議会が停止され、法はそのほとんどがナチス総統アドルフ・ヒトラーによって制定され、政党、裁判官および法学者は、これらに従い、人種主義と反ユダヤ人の要素が色濃い全体主義的法を創り出していた。

### 第二次世界大戦後
戦後、2つの新生ドイツ国家がそれぞれのやり方で地域を片づけようと試みた。民主主義の西ドイツは第一共和国の伝統を継続したのに対して、社会主義(共産主義)の東ドイツは共産主義および社会主義のイデオロギーに強く影響された新しい法を導入しようと試みた。2つの地域が再統合されたことに伴い、西ドイツ法がほとんどの地域で施行された。
ごく最近の発展は、欧州連合の様々な国家における法を調和させることを狙うヨーロッパ法の影響によるものであり、その結果、多数の法的発展が連邦政府の手を離れ、その代わりにブリュッセルで決定されている。が、現在もなおドイツは、ブリュッセルにおいて他の構成国と協同して行う手続に関し、独自の影響力を有し、またドイツ法は連邦制の影響を強く受けており、個々の州（Länder、ラント）はそれぞれ独自の責任と特有の法とを有し、場合によってはあまり効率的でない事例もあるが、別の機会には地域の特殊性に配慮することにもなった。

## ドイツ法の体系
ドイツ法は、人または市民と国家との間の関係（刑法も含む。）を規律する公法 (öffentliches Recht) および2人の自然人または法人の間の関係を規律する私法 (Privatrecht) から構成される。
ローマ法、フランス法とは異なり、刑法は公法に属するとされることが多いが、独立した分野であるとみなされることもある。

## 公法
公法は市民もしくは私人と公法人との間の、または2つの公法人の間の関係を規律する。例えば、租税を決定する法律は常に公法の一部であり、連邦（ブント）の公権力当局と州（ラント）の公権力当局との関係もそうである。
公法は原則としていわゆる「上命下服関係」 (Über-Unterordnungs-Verhältnis) に基礎を置く。これは、公権力当局は、市民の同意なくして、なされるべきことは何かを定義することができるというものである（例えば、当局は市民に、その賛同を得なくとも、租税を支払うよう命ずる）。その代わり、当局は法律を遵守しなければならず、法律による授権があってはじめて、命令をすることができる。市民が当局の行為が違法であると考えるときは、裁判所に訴訟を提起することが認められている。

### 憲法
憲法または基本法 (Verfassungsrecht) は、その大半がドイツの政体ならびに各種組織の権利および義務を取り扱う。市民権は確固たる部分であり、ドイツ連邦共和国基本法 (Grundgesetz) の中でも最も重要であり、他の全てのものはそこに由来する。西側民主主義国家の通例に漏れず、三権は分立している。執行は政府が、司法は裁判所及び裁判官が、それぞれ引き受け、立法は連邦及び州の議会が取り扱う。 これとは別に、最も重要な原理として、民主主義、連邦制および国家は全て法律に基づかなければならないことを意味する「法治国家の原理」 (Rechtsstaatsprinzip) がある。
憲法における（ドイツ法全体においてもある程度は）最高の権威は憲法裁判所 (Bundesverfassungsgericht)である。ドイツには、他国のような最高裁判所はない。憲法裁判所では、国家の様々な構成体がその権限の範囲をめぐって論争をすることができるが、同裁判所は、市民が自らの市民権を奪われようとしていると感じたときに不服申立てをすべき場でもある。この独特の機構は、裁判所の機能の多くを吸収するとともに、何らかの法律が市民権に干渉していることが明らかになったときは、法的手続それ自身を作り変えることもよくある。
再言すると、ヨーロッパ法はこの分野にもなにがしかの影響を与えており、それゆえ基本法はもはや法の唯一の源ではなく、欧州連合の条約や法律と結び付いている。
連邦共和国の政体とは別に、各州は独自の政体を有しており、必然的に、独自の憲法および裁判所を有する。

### 刑法
ドイツにおいて、狭義における刑法という用語は連邦法のそれを指す。ここでの主たる法源はドイツ刑法典 (de:Strafgesetzbuch) であり、その起源は当初はプロシアの、後には北ドイツ連邦の刑法典にある。
14歳未満の者が裁判所で有責と判断されることはなく、21歳未満の者については（場合によっては21歳を超える者についても）特別の裁判所があり、刑事法にもいくつかの調節がなされる。
ドイツ刑法典では、日本の刑法と異なり、応報刑を基本に教育刑によって修正する立場に立つことを規定する明文がある。基本法によって死刑は廃止されている。自由刑は、日本と異なり懲役、禁固、拘留の区別がない。刑罰のほかに精神病院への収容などを内容とする保安処分制度が設けられている。

### 刑事訴訟法
刑事訴訟では、検察官（Staatsanwalt 、公僕）が公訴を提起する。原則として起訴法定主義がとられており、日本の起訴便宜主義のような裁量は法律で明記された一部の微罪において裁判官の同意や被疑者の被害弁償など一定の条件がないと認められない。検察庁 (Staatsanwaltschaft) は、警察機関とともに、手持ち事件の捜査を指揮するが、彼らは訴訟の当事者ではなく、公僕として可能な限り客観的に振る舞うものとされている。
被告人は、自らを防御するために法律家を選任することができ、ほとんどの事案では、選任は必要的である。
裁判所の審理は職権主義を基本とし、検察官の主張に拘束されず、客観的な嫌疑である公訴事実について判断する。
判決は、一人の裁判官または上級裁判所では裁判官の合議体が形成し、合議体に原則として普通の市民も加わる場合がある（ドイツ法には陪審はない）。量刑は罰金から無期刑まである。無期刑は15年が経過すれば仮釈放の出願が可能である。実際の死刑は憲法によって明確に禁止されている。極端に危険な人物は、精神医学的治療に回されるか、刑罰に加えて必要なだけ長く監獄にいなければならない（Sicherheitsverwahrung。余生全てということも意味し得る。）。

## 私法
私法（Privatrecht）は2つの私的法主体（例えば、売主と買主、雇用者と被用者、借地人と地主）または私人として同じレベルで行動する2つの主体（当局が私企業から鉛筆を買う場合など）の関係を規律する。これに対して、国家機関が公的権限を行使するときには、私法は適用されない。

### 民法
民法（Bürgerliches Recht）は、人と法人、すなわち、特別な類型（商人や被用者のような）に分類されない者の関係を決定する。この分野で最も重要な典拠は、民法典（Bürgerliches Gesetzbuch, BGB）であり、これは5つの主要な章から構成される。すなわち、通則、債務法、物権法、家族法および相続法である。このような構成は、ローマ法に由来するパンデクテン方式と呼ばれ、同じ大陸法系でもフランスが採用する法学堤要方式と対比され、高度な抽象性と演繹的な体系性を有するものとされている。
ドイツでは、フランスが民法典を制定する前に100年以上の年月をかけてフランス全土の慣習法の調査を行ったのと異なり、産業革命の起こったイギリス、それに続くフランスに対抗するため、急激に上から改革によって民法典を制定する必要が生じた。そのため、ローマ法を全面的に導入することによって、近代法と相反する伝統的で封建的な慣習法の一部を法の世界から放逐することに成功したのであるが、それに至るまでにはローマ法とフランス法のどちらをベースとして採用するかという法典論争があった。
ドイツ民法典は、日本の民法典にも多大な影響を与えており、上記のような事情が共通していたことから、日本でも民法典論争が起こった。その結果、特に穂積重遠、富井政章らの影響によって日本の民法典は、親族法・相続法を除いてドイツ民法から包括的な影響を受けており、フランス法や英国法を継受した個別の規定でも、川名兼四郎、石坂音四郎、鳩山秀夫らによって体系的な論理解釈を重視するドイツ法流の解釈が持ち込まれている。これを法典継受と区別して学説継受と呼んでいる。そのため、ドイツ民法の基本概念は、日本の基本概念と非常に似ているが、微妙な違いもあるので、なお一層の注意が必要とされている。例えば、日本と同じく法律行為という概念があるが、債権と物権と峻別する立場から、義務付け行為と処分行為が厳格に区別されている。
ドイツ民法典の最も重要な原則は、私的自治の原則（Privatautonomie）であり、これは、基本法2条1項が規定する「人格の自由な発展の権利」に含まれる基本権とされている。すべての市民が、特にその財産を自らの意思に従って処分したり、自らが望む相手方と望む内容の契約を締結することにより、自らの事務を国家から干渉されることなく規律する権利を有することを言明したものである。私的自治の原則ゆえに、民法典の規律のほとんどが、契約の相手方が自ら特定の点について同意をしなかったときにのみ補充的に用いられる。もっとも、ここ数年は、特に専門家と消費者との間について規制強化を目指す傾向があり、一方当事者に不公正な義務を負わせる契約は無効であると言明している。その他に、未成年者および経済的弱者の地位にある人々が保護を享受する。
2002年に債務法の改正があったが、これほどの大改正をする必要があったかについては、学界および実務界で現在もなお大きな争いがあり、その評価は定まっていない。
物権法の分野は、日本の物権法などと相当異なっている。
伝統的に、フェーデと呼ばれる自力救済の原則が基本権とされていたことから、日本と異なり、自力救済について詳細な規定を置いており、権利は実力によって実現できるものと観念されている。権利行使についても日本と異なり、他人に損害を与える目的がある場合だけに権利濫用とされるにすぎない。

### 商法
日本・フランスと同様に民法典とは別に商法典を規定しており、商業を営む者を商人と定義している。商法は歴史的には中世のギルドに典型を見いだす商人の身分法として発達したものであり、民法がローマ法学者によって発展せしめられたのに対し、ゲルマン的商慣習の研究を行っていたゲルマン法学者によって発展せしめられた。
株式会社、有限会社は別に規定されている。株式会社も有限会社も法人であるが、法人は歴史的には市町村やツンフトといった公法上の組織における概念が次第に私法上の組織に類推されて発展したものであり、社団・有限責任と不可分の概念であった。

### 民事訴訟法
民事訴訟の裁判手続においては、刑事訴訟や非訟手続と異なり、当事者主義・処分権主義がとられ、当事者双方が同じ権利および義務を有している。いずれの当事者も一人または数人の弁護士による代理を要求することができる。弁護士は、自発的に、裁判官の助力を得ないで、自らの事案の見立てに沿った事実および証拠を提出し、裁判官は独立して判断を示す。
上級裁判所においては、 裁判官の合議体があり、事案によっては、現実的な議論をするために一般人が合議体に加わることもあるが、英米法におけるような陪審制度はとられていない。